# Faul & Wad Ad
Faul & Wad Ad es un dúo de pinchadiscos y productores franceses oriundos de la ciudad de París de deep house , quienes ganaron fama a través del sencillo «Changes» junto al grupo Pnau.

## Biografía
Faul (significa literalmente "perezoso" en alemán apodado por su hermano) estilizado como FAUL, es el seudónimo de DJ francés Maxime y Wad Ad (es el nombre artístico del DJ francés Camil Meyer) quienes se conocieron en la escuela y comenzaron a producir música durante su tiempo de estudio. En 2013, descubrieron la canción "Baby" del dúo australiano Pnau a través de Youtube y se les ocurrió la idea de utilizar las partes de la canción en la que canta el coro de niños para su sencillo "Changes" y le añadieron sonidos de saxo aprovechando el éxito de canciones como "Jubel" de Klingande y "Sonnentanz" de Klangkarussell. El dúo le envió el tema a Pnau y éstos les concedieron los derechos para usar los samples de "Baby" en su producción. Comenzó siendo un fenómeno viral en Internet y posteriormente se convirtió en un éxito internacional, logrando liderar la lista de sencillos de Alemania y en el top 10 de otros países europeos tales como Austria, Francia y Suiza.

## Discografía
Sencillos y EP
- 2013: «Happy Endings» (como FAUL)
- 2013: «Changes» (FAUL & Wad Ad vs. Pnau)
- 2013: «Answers» (como Wad Ad)
- 2014: «Something New» (como Faul)